# Ghost Stories Tour
A Ghost Stories Tour foi uma pequena e íntima turnê da banda britânica Coldplay, consistindo em nove shows em locais com capacidade baixa, durante oito meses não consecutivos durante o ano de 2014, abrangendo a América do Norte, Europa, Ásia e a Oceania. Os concertos fizeram parte da divulgação do Coldplay em suporte ao seu sexto álbum de estúdio Ghost Stories (2014). Todas as canções da edição padrão do álbum foram performadas pelo grupo durante a turnê, assim como canções antigas presentes nos cinco álbuns anteriores. Os shows misturavam conteúdo ao vivo e pré-gravado em locais com ambientes mais íntimos, porém, com deslumbrantes efeitos visuais. Em datas selecionadas, SZA, London Grammar e AlunaGeorge foram os actos de abertura.
Esta turnê entra em grande contraste se comparado com a digressão anterior da banda, a Mylo Xyloto Tour (2011–12). Tal turnê ocasionou em mais de 80 shows em enormes estádios e arenas através de 5 continentes, onde arrecadou mais de $192 milhões, tornando-se assim uma das turnês mais lucrativas de todos os tempos. Alguns críticos elogiaram ver algo diferente de uma banda que levou suas últimas turnês aos maiores estádios e arenas do mundo, e outros notaram que mesmo as novas canções sendo mais pessoais para Chris Martin no momento, não conseguiram deixar a mesma marca em um show como as canções antigas.

## Promoção
"O show nos estúdios da Sony foi um momento muito especial para a banda, [...] foi literalmente um sonho se tornando realidade. E foi a primeira vez que alguém de fora do estúdio ouviu as novas canções. O filme é basicamente a nossa visão original para o álbum."

—Chris Martin, falando sobre a apresentação intimista nos estúdios da Sony.
Em 21 de março de 2014, Coldplay divulgou o Ghost Stories numa apresentação particular em Los Angeles. A banda tocou o álbum inteiro para uma plateia de 800 fãs em um estúdio de cinema da Sony. A apresentação foi gravada e mais tarde se tornou um material extra para o álbum, que teve seu lançamento em 19 de maio. Devido ao imprevisto som das duas primeiras canções que a banda compartilhou do Ghost Stories, "Midnight" e "Magic", uma turnê pequena parecia apropriada. Durante a fase australiana Mylo Xyloto Tour, Chris Martin disse durante o show na Suncorp Stadium em Brisbane que eles não tocariam outro "grande show por alguns anos". Com a menor capacidade dos locais dessa digressão, Martin cumpriu com a sua palavra.
De abril a julho, Coldplay embarcou numa turnê promocional de até então seis datas, para promover o álbum. A banda performou no E-Werk em Colônia, Alemanha em 25 de abril e no Beacon Theatre na Cidade de Nova Iorque, Nova Iorque em 5 de maio, ambos os shows aconteceram antes do lançamento de Ghost Stories. Em 16 de maio, a banda anunciou mais um show para a turnê, desta vez em Sydney, Austrália, marcado para 19 de junho. Os ingressos para esse show se esgotaram em menos de três minutos. Coldplay anunciou uma segunda data no Royal Albert Hall, depois dos ingressos para a apresentação do dia 1 de julho também terem se esgotados em questão de minutos, a banda volta a tocar no local no dia 2 do mesmo mês.
A banda continuou a turnê depois do lançamento do álbum no Royce Hall em Los Angeles, Califórnia em 19 de maio, no Casino de Paris em Paris, França em 28 de maio, no Dome City Hall em Tóquio, Japão em 12 de junho, no Teatro Enmore em Sydney, Austrália em 19 de junho e encerrando a turnê com dois shows no Royal Albert Hall em Londres, Inglaterra, nos dias 1 e 2 de julho. Em 20 de outubro, Coldplay anunciou o lançamento de um novo filme musical e álbum ao vivo, Ghost Stories Live 2014, com data prevista de lançamento para 24 de novembro. A banda gravou esse trabalho durante esta turnê. Para celebrar o lançamento do novo álbum ao vivo, a banda anunciou um concerto no BMW Welt em Munique, Alemanha em 6 de dezembro. Este foi o último show da turnê em promoção do álbum.

## Shows de abertura

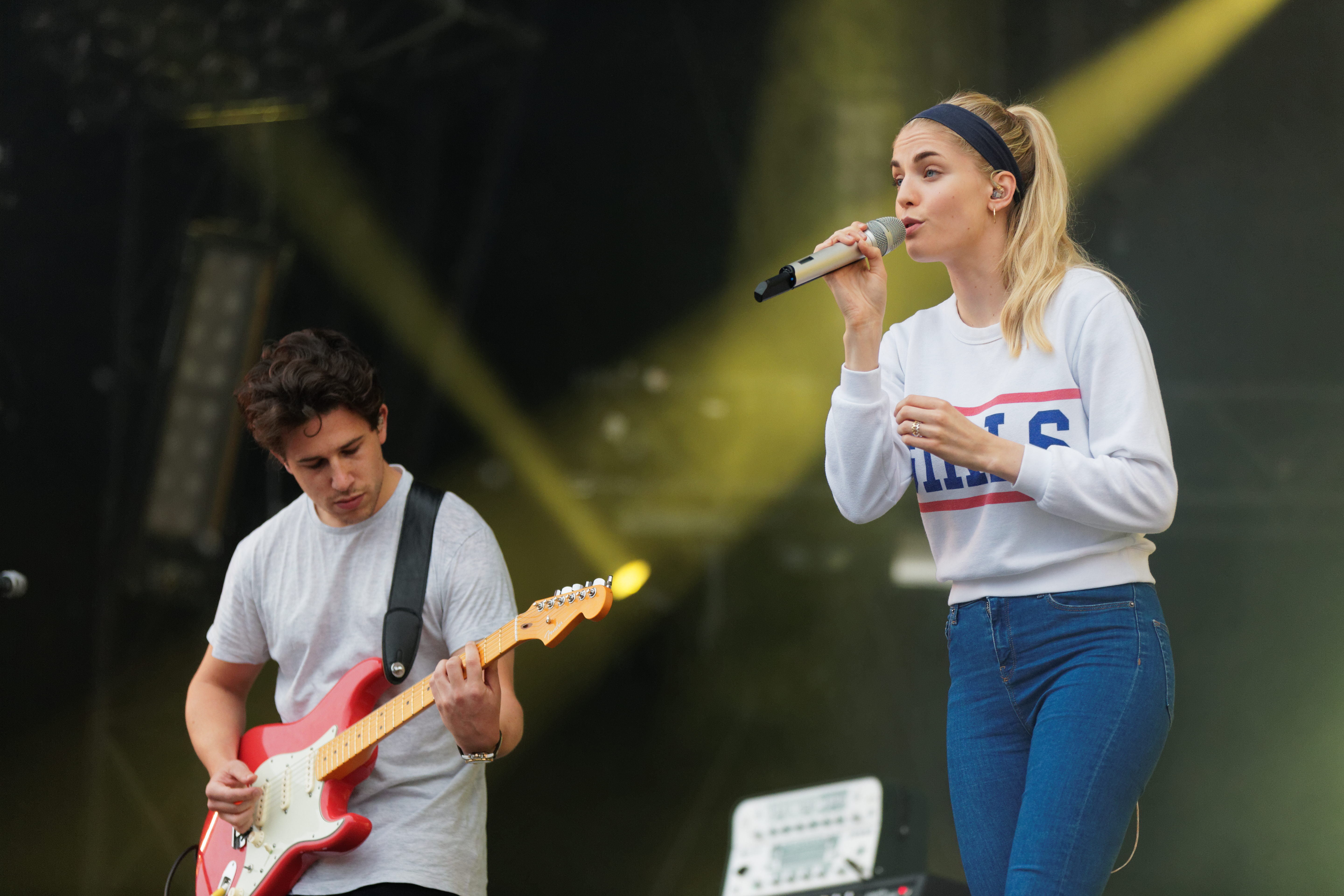
London Grammar serviu como o acto de abertura para o concerto em Los Angeles.

Durante toda a turnê, apenas três regiões receberam actos de abertura. SZA serviu como o show de abertura no Beacon Theatre em Nova Iorque, em 5 de maio. Em uma entrevista para a Radio.com, a cantora disse que para ela foi uma honra e que não conseguia tirar tal acontecimento da sua cabeça, "Eu não consigo acreditar se isso foi uma oportunidade para mim ou se fui apenas uma opção. Não sei por que me ofereceriam um espaço para abertura", disse ela.
O trio britânico London Grammar abriu o concerto em Los Angeles, em 19 de maio. Coldplay escolheu o trio a dedo para a apresentação. "Coldplay nos deu alguns bons conselhos e regras básicas fundamentais, a melhor foi a de que você tem que respeitar a química na sua banda. Se você tem isso, então você não vai errar", disse Hannah Reid, a vocalista do trio. O duo inglês de música eletrônica AlunaGeorge foram os actos de abertura para os shows no Royal Albert Hall, nos dias 1 e 2 de julho, performando canções do seu álbum de estreia Body Music (2013).

## Sinopse do concerto

Coldplay performando durante a turnê.

Cada concerto consistiu em um repertório distinto, e o show basicamente não era dividido em partes. Para o show gravado nos estúdios da Sony, que foi lançado como um material extra no álbum, o repertório consistiu essencialmente em todas as canções presentes na edição padrão do álbum. Apenas quatro canções antigas da banda foram performadas, que foram "Paradise" e "Clocks" abrindo o show, e "Viva la Vida" e "Fix You" encerrando.
O repertório dos shows continham entre 18 e 20 canções, e a banda focou em performar todas as canções existentes no álbum. Martin havia prometido um repertório incorporado de canções raras, favoritas e novas, basicamente tudo o que a banda trilhou até o momento e de acordo com ele, "Nós nunca iremos fazer um show como esse em nossas vidas". As canções da edição padrão do álbum foram todas performadas, com exceção de "Another's Arms" e "O", estas performadas em datas selecionadas. As performances das canções do álbum durante a turnê foram equivalentes ao show gravado nos estúdios da Sony. Durante a canção "Midnight", Chris Martin e o baixista Guy Berryman fazem uso de uma harpa a laser. Martin toca o piano durante todo o momento em "O", enquanto o baterista Will Champion proporciona sutis batidas.
Kylie Minogue fez uma aparição especial durante o show em Sydney, performando com a banda o seu hit "Can't Get You Out of My Head" (2001) e um cover da canção "Where the Wild Roses Grow" (1995) de Nick Cave. No último show da turnê, em Munique, a banda performou "Christmas Lights".

### Exemplos de repertório
1. "Atlas"
2. "Charlie Brown"
3. "The Scientist"
4. "Don't Panic"
5. "A Whisper"
6. "Til Kingdom Come"
7. "Viva la Vida"
8. "Paradise"
9. "Always in My Head"
10. "Magic"
11. "Ink"
12. "True Love"
13. "Midnight"
14. "Another's Arms"
15. "Oceans"
16. "A Sky Full of Stars"
17. "Yellow"
18. "O"

1. "Always in My Head"
2. "Charlie Brown"
3. "Paradise"
4. "Magic"
5. "Clocks"
6. "The Scientist"
7. "God Put a Smile Upon Your Face"
8. "Til Kingdom Come"
9. "Don't Panic"
10. "Everything's Not Lost"
11. "Ink"
12. "True Love"
13. "Viva la Vida"
14. "Midnight"
15. "Every Teardrop Is a Waterfall"
16. "Oceans"
17. "A Sky Full of Stars"
18. "Fix You"

## Datas
| Data                  | Cidade      | País           | Local             |
| --------------------- | ----------- | -------------- | ----------------- |
| 25 de abril de 2014   | Colônia     | Alemanha       | E-Werk            |
| 5 de maio de 2014     | Nova Iorque | Estados Unidos | Beacon Theatre    |
| 19 de maio de 2014    | Los Angeles | Estados Unidos | Royce Hall        |
| 28 de maio de 2014    | Paris       | França         | Casino de Paris   |
| 12 de junho de 2014   | Tóquio      | Japão          | Dome City Hall    |
| 19 de junho de 2014   | Sydney      | Austrália      | Teatro Enmore     |
| 1 de julho de 2014    | Londres     | Inglaterra     | Royal Albert Hall |
| 2 de julho de 2014    | Londres     | Inglaterra     | Royal Albert Hall |
| 6 de dezembro de 2014 | Munique     | Alemanha       | BMW Welt          |